# Interlands Engels voetbalelftal 1940-1949
Deze pagina toont een chronologisch en gedetailleerd overzicht van de interlands die het Engels voetbalelftal heeft gespeeld in de periode 1940 – 1949.

## Interlands

### 1940
Geen interlands gespeeld.

### 1941
Geen interlands gespeeld.

### 1942
Geen interlands gespeeld.

### 1943
Geen interlands gespeeld.

### 1944
Geen interlands gespeeld.

### 1945
Geen interlands gespeeld.

### 1946
|                                                                                           |                          |       |                                                                                             |                                                                              |
| 28 september British Home Championship 1946/47 № 227 «onderlinge duels» 15:00 uur (UTC+1) | Noord-Ierland            | 2 – 7 | Engeland                                                                                    | Windsor Park, Belfast Toeschouwers: 57.111 Scheidsrechter: Willie Webb (SCO) |
| 28 september British Home Championship 1946/47 № 227 «onderlinge duels» 15:00 uur (UTC+1) | Norman Lockhart 70', 88' |       | 1' Raich Carter 7', 28', 61' Wilf Mannion 58' Tom Finney 80' Tommy Lawton 83' Bobby Langton | Windsor Park, Belfast Toeschouwers: 57.111 Scheidsrechter: Willie Webb (SCO) |

|                                                                           |         |                |          |                                                                               |
| 30 september Vriendschappelijk № 228 «onderlinge duels» 17:30 uur (UTC+1) | Ierland | 0 – 1          | Engeland | Dalymount Park, Dublin Toeschouwers: 31.988 Scheidsrechter: Willie Webb (SCO) |
| 30 september Vriendschappelijk № 228 «onderlinge duels» 17:30 uur (UTC+1) |         | 82' Tom Finney |          | Dalymount Park, Dublin Toeschouwers: 31.988 Scheidsrechter: Willie Webb (SCO) |

|                                                                                        |                                       |       |       |                                                                               |
| 13 november British Home Championship 1946/47 № 229 «onderlinge duels» 14:30 uur (UTC) | Engeland                              | 3 – 0 | Wales | Maine Road, Manchester Toeschouwers: 59.121 Scheidsrechter: Willie Webb (SCO) |
| 13 november British Home Championship 1946/47 № 229 «onderlinge duels» 14:30 uur (UTC) | Wilf Mannion 8', 16' Tommy Lawton 39' |       |       | Maine Road, Manchester Toeschouwers: 59.121 Scheidsrechter: Willie Webb (SCO) |

|                                                                        |                                                                                       |       |                              |                                                                                  |
| 27 november Vriendschappelijk № 230 «onderlinge duels» 14:15 uur (UTC) | Engeland                                                                              | 8 – 2 | Nederland                    | Leeds Road, Huddersfield Toeschouwers: 32.453 Scheidsrechter: James Martin (SCO) |
| 27 november Vriendschappelijk № 230 «onderlinge duels» 14:15 uur (UTC) | Tommy Lawton 20', 24', 35', 78' Raich Carter 30', 71' Wilf Mannion 34' Tom Finney 44' |       | 51' Ko Bergman 87' Kick Smit | Leeds Road, Huddersfield Toeschouwers: 32.453 Scheidsrechter: James Martin (SCO) |

### 1947
|                                                                                       |                  |       |                  |                                                                                      |
| 12 april British Home Championship 1946/47 № 231 «onderlinge duels» 15:00 uur (UTC+1) | Engeland         | 1 – 1 | Schotland        | Wembley Stadium, Londen Toeschouwers: 98.200 Scheidsrechter: Charles Delasalle (FRA) |
| 12 april British Home Championship 1946/47 № 231 «onderlinge duels» 15:00 uur (UTC+1) | Raich Carter 55' |       | 15' Andy McLaren | Wembley Stadium, Londen Toeschouwers: 98.200 Scheidsrechter: Charles Delasalle (FRA) |

|                                                                    |                                                 |       |           |                                                                         |
| 3 mei Vriendschappelijk № 232 «onderlinge duels» 15:30 uur (UTC+2) | Engeland                                        | 3 – 0 | Frankrijk | Highbury, Londen Toeschouwers: 54.389 Scheidsrechter: Louis Baert (BEL) |
| 3 mei Vriendschappelijk № 232 «onderlinge duels» 15:30 uur (UTC+2) | om Finney 50' Wilf Mannion 64' Raich Carter 77' |       |           | Highbury, Londen Toeschouwers: 54.389 Scheidsrechter: Louis Baert (BEL) |

|                                                                     |                    |       |          |                                                                         |
| 18 mei Vriendschappelijk № 233 «onderlinge duels» 15:00 uur (UTC+1) | Zwitserland        | 1 – 0 | Engeland | Hardturm, Zürich Toeschouwers: 34.000 Scheidsrechter: Victor Sdez (FRA) |
| 18 mei Vriendschappelijk № 233 «onderlinge duels» 15:00 uur (UTC+1) | Jacques Fatton 27' |       |          | Hardturm, Zürich Toeschouwers: 34.000 Scheidsrechter: Victor Sdez (FRA) |

|                                                                     |          | |          |                                                                                                |
| 25 mei Vriendschappelijk № 234 «onderlinge duels» 16:30 uur (UTC+1) | Portugal | 0 – 10                                                                                              | Engeland | Estádio Nacional do Jamor, Oeiras Toeschouwers: 65.000 Scheidsrechter: Charles Delasalle (FRA) |
| 25 mei Vriendschappelijk № 234 «onderlinge duels» 16:30 uur (UTC+1) |          | 1', 59', 71', 77' Stan Mortensen 2', 11', 38', 61' Tommy Lawton 21' Tom Finney 85' Stanley Matthews |          | Estádio Nacional do Jamor, Oeiras Toeschouwers: 65.000 Scheidsrechter: Charles Delasalle (FRA) |

|                                                                           |                                   |       |                                                                         |                                                                                |
| 21 september Vriendschappelijk № 235 «onderlinge duels» 16:00 uur (UTC+1) | België                            | 2 – 5 | Engeland                                                                | Heizelstadion, Brussel Toeschouwers: 54.326 Scheidsrechter: James Martin (SCO) |
| 21 september Vriendschappelijk № 235 «onderlinge duels» 16:00 uur (UTC+1) | Jef Mermans 34' Bert De Cleyn 53' |       | 1' Tommy Lawton 15' Stan Mortensen 22', 60' Tom Finney 63' Tommy Lawton | Heizelstadion, Brussel Toeschouwers: 54.326 Scheidsrechter: James Martin (SCO) |

|                                                                                         |       |                                                   |          |                                                                              |
| 18 oktober British Home Championship 1947/48 № 236 «onderlinge duels» 15:00 uur (UTC+1) | Wales | 0 – 3                                             | Engeland | Ninian Park, Cardiff Toeschouwers: 55.000 Scheidsrechter: James Martin (SCO) |
| 18 oktober British Home Championship 1947/48 № 236 «onderlinge duels» 15:00 uur (UTC+1) |       | 6' Tom Finney 11' Stan Mortensen 25' Tommy Lawton |          | Ninian Park, Cardiff Toeschouwers: 55.000 Scheidsrechter: James Martin (SCO) |

|                                                                                       |                                   |       |                                  |                                                                                       |
| 5 november British Home Championship 1947/48 № 237 «onderlinge duels» 14:45 uur (UTC) | Engeland                          | 2 – 2 | Noord-Ierland                    | Goodison Park, Liverpool Toeschouwers: 67.980 Scheidsrechter: Peter Fitzpatrick (SCO) |
| 5 november British Home Championship 1947/48 № 237 «onderlinge duels» 14:45 uur (UTC) | Wilf Mannion 84' Tommy Lawton 86' |       | 55' Davy Walsh 90' Peter Doherty | Goodison Park, Liverpool Toeschouwers: 67.980 Scheidsrechter: Peter Fitzpatrick (SCO) |

|                                                                        |                                                      |       |                                           |                                                                         |
| 19 november Vriendschappelijk № 238 «onderlinge duels» 14:30 uur (UTC) | Engeland                                             | 4 – 2 | Zweden                                    | Highbury, Londen Toeschouwers: 44.282 Scheidsrechter: Willie Webb (SCO) |
| 19 november Vriendschappelijk № 238 «onderlinge duels» 14:30 uur (UTC) | Stan Mortensen 15', 35', 86' Tommy Lawton 18' (pen.) |       | 22' Gunnar Nordahl 68' (pen.) Gunnar Gren | Highbury, Londen Toeschouwers: 44.282 Scheidsrechter: Willie Webb (SCO) |

### 1948
|                                                                                       |           |                                   |          |                                                                                |
| 10 april British Home Championship 1947/48 № 239 «onderlinge duels» 15:00 uur (UTC+1) | Schotland | 0 – 2                             | Engeland | Hampden Park, Glasgow Toeschouwers: 135.376 Scheidsrechter: Davy Maxwell (NIR) |
| 10 april British Home Championship 1947/48 № 239 «onderlinge duels» 15:00 uur (UTC+1) |           | 44' Tom Finney 65' Stan Mortensen |          | Hampden Park, Glasgow Toeschouwers: 135.376 Scheidsrechter: Davy Maxwell (NIR) |

|                                                                     |        |                                                        |          |                                                                                   |
| 16 mei Vriendschappelijk № 240 «onderlinge duels» 17:00 uur (UTC+2) | Italië | 0 – 4                                                  | Engeland | Stadio Comunale, Turijn Toeschouwers: 58.000 Scheidsrechter: Pedro Escartín (ESP) |
| 16 mei Vriendschappelijk № 240 «onderlinge duels» 17:00 uur (UTC+2) |        | 4' Stan Mortensen 23' Tommy Lawton 70', 72' Tom Finney |          | Stadio Comunale, Turijn Toeschouwers: 58.000 Scheidsrechter: Pedro Escartín (ESP) |

|                                                                           |            |       |          |                                                                                                 |
| 26 september Vriendschappelijk № 241 «onderlinge duels» 13:30 uur (UTC+1) | Denemarken | 0 – 0 | Engeland | Københavns Idrætspark, Kopenhagen Toeschouwers: 41.000 Scheidsrechter: Karel van der Meer (NED) |
| 26 september Vriendschappelijk № 241 «onderlinge duels» 13:30 uur (UTC+1) |            |       |          | Københavns Idrætspark, Kopenhagen Toeschouwers: 41.000 Scheidsrechter: Karel van der Meer (NED) |

|                                                                                        |                     |       |                                                                                       |                                                                              |
| 9 oktober British Home Championship 1948/49 № 242 «onderlinge duels» 15:00 uur (UTC+1) | Engeland            | 2 – 6 | Noord-Ierland                                                                         | Windsor Park, Belfast Toeschouwers: 53.629 Scheidsrechter: Willie Webb (SCO) |
| 9 oktober British Home Championship 1948/49 № 242 «onderlinge duels» 15:00 uur (UTC+1) | Davy Walsh 50', 90' |       | 27' Stanley Matthews 63', 68', 77' Stan Mortensen 65' Jackie Milburn 79' Stan Pearson | Windsor Park, Belfast Toeschouwers: 53.629 Scheidsrechter: Willie Webb (SCO) |

|                                                                                        |                |       |       |                                                                              |
| 10 november British Home Championship 1948/49 № 243 «onderlinge duels» 14:30 uur (UTC) | Engeland       | 1 – 0 | Wales | Villa Park, Birmingham Toeschouwers: 67.770 Scheidsrechter: Jack Mowat (SCO) |
| 10 november British Home Championship 1948/49 № 243 «onderlinge duels» 14:30 uur (UTC) | Tom Finney 39' |       |       | Villa Park, Birmingham Toeschouwers: 67.770 Scheidsrechter: Jack Mowat (SCO) |

|                                                                       |                                                                                 |       |             |                                                                                |
| 2 december Vriendschappelijk № 244 «onderlinge duels» 14:00 uur (UTC) | Engeland                                                                        | 6 – 0 | Zwitserland | Highbury, Londen Toeschouwers: 48.000 Scheidsrechter: Karel van der Meer (NED) |
| 2 december Vriendschappelijk № 244 «onderlinge duels» 14:00 uur (UTC) | Jack Haines 5', 36' Johnny Hancocks 25', 65' Jack Rowley 55' Jackie Milburn 66' |       |             | Highbury, Londen Toeschouwers: 48.000 Scheidsrechter: Karel van der Meer (NED) |

### 1949
|                                                                                      |                    |       |                                                   |                                                                                     |
| 9 april British Home Championship 1948/49 № 245 «onderlinge duels» 15:00 uur (UTC+1) | Engeland           | 1 – 3 | Schotland                                         | Wembley Stadium, Londen Toeschouwers: 98.188 Scheidsrechter: Mervyn Griffiths (WAL) |
| 9 april British Home Championship 1948/49 № 245 «onderlinge duels» 15:00 uur (UTC+1) | Jackie Milburn 75' |       | 28' Jimmy Mason 52' Billy Steel 61' Lawrie Reilly | Wembley Stadium, Londen Toeschouwers: 98.188 Scheidsrechter: Mervyn Griffiths (WAL) |

|                                                                     |                                                       |       |                |                                                                                   |
| 13 mei Vriendschappelijk № 246 «onderlinge duels» 18:00 uur (UTC+1) | Zweden                                                | 3 – 1 | Engeland       | Råsundastadion, Solna Toeschouwers: 37.500 Scheidsrechter: Giovanni Galeati (ITA) |
| 13 mei Vriendschappelijk № 246 «onderlinge duels» 18:00 uur (UTC+1) | Henry Karlsson 3' Hasse Jeppson 36' Egon Johnsson 39' |       | 67' Tom Finney | Råsundastadion, Solna Toeschouwers: 37.500 Scheidsrechter: Giovanni Galeati (ITA) |

|                                                                     |                    |       |                                                                           |                                                                                      |
| 18 mei Vriendschappelijk № 247 «onderlinge duels» 19:00 uur (UTC+1) | Noorwegen          | 1 – 4 | Engeland                                                                  | Ullevaalstadion, Oslo Toeschouwers: 32.874 Scheidsrechter: John Erik Andersson (SWE) |
| 18 mei Vriendschappelijk № 247 «onderlinge duels» 19:00 uur (UTC+1) | Willy Andresen 50' |       | 5' Jimmy Mullen 38' Tom Finney 60' (e.d.) Bjørn Spydevold 70' John Morris | Ullevaalstadion, Oslo Toeschouwers: 32.874 Scheidsrechter: John Erik Andersson (SWE) |

|                                                                     |                   |       |                                      | |
| 22 mei Vriendschappelijk № 248 «onderlinge duels» 15:00 uur (UTC+1) | Frankrijk         | 1 – 3 | Engeland                             | Stade olympique Yves-du-Manoir, Colombes Toeschouwers: 61.308 Scheidsrechter: Karel van der Meer (NED) |
| 22 mei Vriendschappelijk № 248 «onderlinge duels» 15:00 uur (UTC+1) | Georges Moreel 1' |       | 8', 86' John Morris 24' Billy Wright | Stade olympique Yves-du-Manoir, Colombes Toeschouwers: 61.308 Scheidsrechter: Karel van der Meer (NED) |

|                                                                           |          |                                      |         |                                                                                |
| 21 september Vriendschappelijk № 249 «onderlinge duels» 15:00 uur (UTC+1) | Engeland | 0 – 2                                | Ierland | Goodison Park, Liverpool Toeschouwers: 51.487 Scheidsrechter: Jack Mowat (SCO) |
| 21 september Vriendschappelijk № 249 «onderlinge duels» 15:00 uur (UTC+1) |          | 33pen.' Con Martin 85' Peter Farrell |         | Goodison Park, Liverpool Toeschouwers: 51.487 Scheidsrechter: Jack Mowat (SCO) |

| |                   |       |                                                 |                                                                            |
| 15 oktober WK 1950 kwalificatie / British Home Championship 1949/50 № 250 «onderlinge duels» 15:00 uur (UTC+1) | Wales             | 1 – 4 | Engeland                                        | Ninian Park, Cardiff Toeschouwers: 61.079 Scheidsrechter: Jack Mowat (SCO) |
| 15 oktober WK 1950 kwalificatie / British Home Championship 1949/50 № 250 «onderlinge duels» 15:00 uur (UTC+1) | Mal Griffiths 80' |       | 22' Stan Mortensen 29', 34', 66' Jackie Milburn | Ninian Park, Cardiff Toeschouwers: 61.079 Scheidsrechter: Jack Mowat (SCO) |

| |                                                                                               |       |                                   |                                                                                    |
| 16 november WK 1950 kwalificatie / British Home Championship 1949/50 № 251 «onderlinge duels» 14:30 uur (UTC) | Engeland                                                                                      | 9 – 2 | Noord-Ierland                     | Maine Road, Manchester Toeschouwers: 69.762 Scheidsrechter: Mervyn Griffiths (WAL) |
| 16 november WK 1950 kwalificatie / British Home Championship 1949/50 № 251 «onderlinge duels» 14:30 uur (UTC) | Jack Rowley 6', 47', 56', 58' Jack Froggatt 25' Stan Pearson 33', 50', 68' Stan Mortensen 35' |       | 55' Sammy Smyth 75' Bobby Brennan | Maine Road, Manchester Toeschouwers: 69.762 Scheidsrechter: Mervyn Griffiths (WAL) |

|                                                                        |                                  |       |        |                                                                               |
| 30 november Vriendschappelijk № 252 «onderlinge duels» 14:15 uur (UTC) | Engeland                         | 2 – 0 | Italië | White Hart Lane, Londen Toeschouwers: 71.797 Scheidsrechter: Jack Mowat (SCO) |
| 30 november Vriendschappelijk № 252 «onderlinge duels» 14:15 uur (UTC) | Jack Rowley 75' Billy Wright 79' |       |        | White Hart Lane, Londen Toeschouwers: 71.797 Scheidsrechter: Jack Mowat (SCO) |

FA · A-internationals · Selecties · Bondscoaches · Engels vrouwenelftal · Brits olympisch elftal · Engeland -21 · Engeland -20 · Engeland -19 · Engeland -18 · Engeland -17 · Engeland -16 · Vrouwen -17
1872 – 1899 ·
1900 – 1919 ·
1920 – 1929 ·
1930 – 1939 ·
1940 – 1949 ·
1950 – 1959 ·
1960 – 1969 ·
1970 – 1979 ·
1980 – 1989 ·
1990 – 1999 ·
2000 – 2009 ·
2010 – 2019 ·
2020 − 2029
EK's: 1968 ·
1980 ·
1988 ·
1992 ·
1996 ·
2000 ·
2004 ·
2012 · 
2016 · 
2020 · 
2024
WK's: 1950 ·
1954 ·
1958 ·
1962 ·
1966 ·
1970 ·
1982 ·
1986 ·
1990 ·
1998 ·
2002 ·
2006 ·
2010 ·
2014 ·
2018 · 
2022
Albanië ·
Algerije ·
Andorra ·
Argentinië ·
Australië ·
Azerbeidzjan ·
België ·
Bosnië en Herzegovina ·
Brazilië ·
Bulgarije ·
Canada ·
Chili ·
China ·
Colombia ·
Costa Rica ·
Cyprus ·
Denemarken ·
DDR · 
Duitsland ·
Ecuador ·
Egypte ·
Estland ·
Finland ·
Frankrijk ·
Georgië ·
Ghana ·
GOS ·
Griekenland ·
Honduras ·
Hongarije ·
Ierland ·
IJsland · 
Iran ·
Israël ·
Italië ·
Ivoorkust ·
Jamaica ·
Japan ·
Joegoslavië ·
Kameroen ·
Kazachstan ·
Koeweit ·
Kosovo ·
Kroatië ·
Liechtenstein ·
Litouwen ·
Luxemburg ·
Maleisië ·
Malta ·
Marokko ·
Mexico ·
Moldavië ·
Montenegro ·
Nederland ·
Nieuw-Zeeland ·
Nigeria ·
Noord-Ierland ·
Noord-Macedonië ·
Noorwegen ·
Oekraïne ·
Oostenrijk ·
Panama · 
Paraguay ·
Peru · 
Polen ·
Portugal ·
Roemenië ·
Rusland ·
San Marino · 
Saoedi-Arabië ·
Schotland ·
Senegal ·
Servië ·
Servië en Montenegro · 
Slovenië ·
Slowakije ·
Sovjet-Unie ·
Spanje ·
Trinidad en Tobago ·
Tsjechië ·
Tsjecho-Slowakije ·
Tunesië ·
Turkije ·
Uruguay ·
Verenigde Staten ·
Wales ·
Wit-Rusland ·
Zuid-Afrika ·
Zuid-Korea ·
Zweden ·
Zwitserland
Algerije (2010) · 
Argentinië (1986) · 
Argentinië (1998) · 
Argentinië (2002) · 
België (1990) · 
België (2018, 1) · 
België (2018, 2) · 
Brazilië (2002) · 
Colombia (1998) ·
Colombia (2018) ·
Costa Rica (2014) ·
Denemarken (2002) ·
Denemarken (2021) · 
Duitsland (2000) ·
Duitsland (2010) ·
Duitsland (2021) ·
Ecuador (2006) ·
Egypte (1990) ·
Frankrijk (1982) ·
Frankrijk (2012) ·
Frankrijk (2022) ·
Ierland (1990) · 
IJsland (2016) ·
Italië (1990) · 
Italië (2012) · 
Italië (2014) · 
Italië (2021) · 
Kameroen (1990) · 
Koeweit (1982) · 
Kroatië (2018) ·
Kroatië (2021) · 
Marokko (1986) · 
Nederland (1990) · 
Nigeria (2002) · 
Oekraïne (2012) · 
Oekraïne (2021) ·
Panama (2018) · 
Paraguay (1986) · 
Paraguay (2006) · 
Polen (1986) · 
Portugal (1986) · 
Portugal (2000) · 
Portugal (2006) · 
Roemenië (1998) ·
Roemenië (2000) ·
Rusland (2016) ·
Schotland (2021) ·
Senegal (2022) ·
Slovenië (2010) ·
Slowakije (2016) ·
Spanje (1982) ·
Spanje (2024) ·
Trinidad en Tobago (2006) ·
Tsjechië (2021) ·
Tsjecho-Slowakije (1982) ·
Tunesië (1998) ·
Tunesië (2018) ·
Uruguay (2014) ·
Verenigde Staten (2010) ·
Wales (2016) · 
West-Duitsland (1966) ·
West-Duitsland (1982) ·
West-Duitsland (1990) ·
Zweden (2002) ·
Zweden (2006) · 
Zweden (2012)
Albanië · België · Bulgarije · Denemarken · Duitsland · Engeland · Estland · Finland · Frankrijk · Griekenland · Hongarije · Ierland · IJsland · Israël · Italië · Joegoslavië · Kroatië · Letland · Litouwen · Luxemburg · Nederland · Noord-Ierland · Noorwegen · Oostenrijk · Polen · Portugal · Roemenië · Schotland · Slowakije · Spanje · Tsjecho-Slowakije · Turkije · Wales · Zweden · Zwitserland